# Bach-Renaissance
Der Ausdruck Bach-Renaissance bezeichnet die Entdeckung der Kompositionen  Johann Sebastian Bachs durch die breitere musikinteressierte Öffentlichkeit in der ersten Hälfte des 19. Jahrhunderts, nachdem diese viele Jahrzehnte lang nicht mehr öffentlich aufgeführt worden waren. Damit einher gingen die erneute und vermehrte Wertschätzung der Werke Bachs, die Wahrnehmung seiner Person als einer der bedeutendsten Komponisten und die musikwissenschaftliche Erforschung seiner Kompositionen.
Nach dem Tod Johann Sebastian Bachs im Jahr 1750 wurden seine Werke praktisch nicht mehr zur Aufführung gebracht. Sie wurden für Publikum und Musiker gleichermaßen als schwierig empfunden, entsprachen nicht mehr dem musikalischen Zeitgeschmack, der nach einem „empfindsamen Stil“ verlangte, und verschwanden weitgehend aus dem öffentlichen musikalischen Gedächtnis. Damals war es auch unüblich, Werke von Komponisten vergangener Zeitepochen erneut öffentlich aufzuführen, sondern das Publikum verlangte nach zeitgenössischer Musik. Während der Wiener Klassik machte Gottfried van Swieten, ein Mäzen Mozarts, diesen mit einigen Manuskripten Bachs bekannt, und auch Haydn und Beethoven waren Teile von J. S. Bachs Schaffen vertraut.

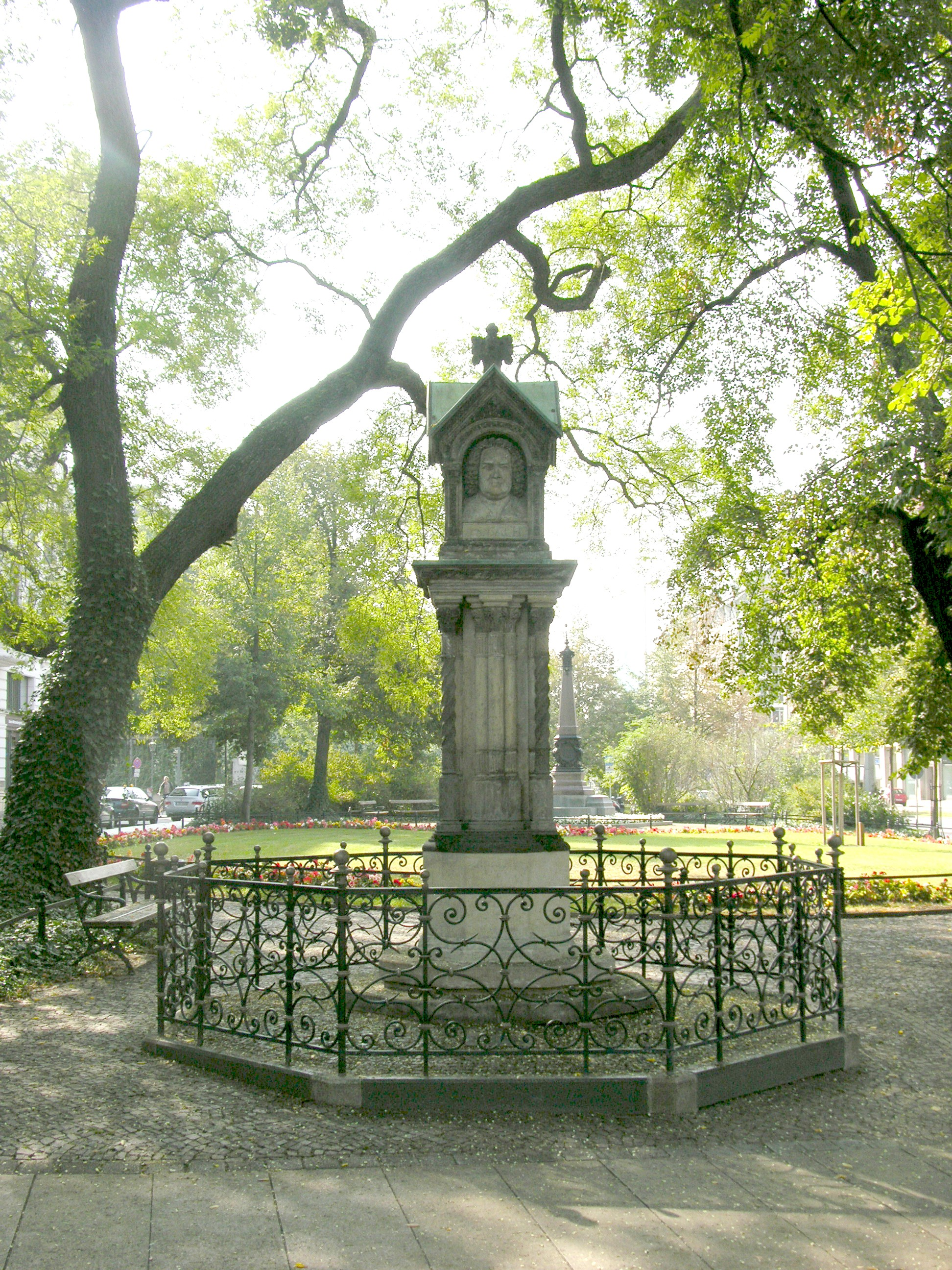
Das alte Bach-Denkmal in Leipzig, 1843 auf Initiative von Felix Mendelssohn Bartholdy errichtet und das älteste Bach-Denkmal der Welt

Es war in besonderem Maße das Verdienst der Sing-Akademie zu Berlin im 19. Jahrhundert, besonders durch das Wirken ihres zweiten Direktors, Carl Friedrich Zelter, Bach dem allgemeinen Vergessen entrissen zu haben. In der Pflege des musikalischen Werks Johann Sebastian Bachs und darin, die geistliche Musik einem bürgerlichen Publikum außerhalb der Kirche zugänglich gemacht zu haben, die ernste Musik gepflegt und somit einen Übergang von der höfischen Musikkultur zur bürgerlichen Musikpflege ermöglicht zu haben, bestand die große musikgeschichtliche Bedeutung der Chorvereinigung. Bereits nach deren Entstehung 1791 wurden durch ihren Gründer Carl Friedrich Christian Fasch kleinere Werke Bachs seit 1794 einstudiert und später auch zur Aufführung gebracht. Als sein Amtsnachfolger vertiefte sich Zelter in Bachs Werk, so dass auch der Gründer des Cäcilienchors Frankfurt, Johann Nepomuk Schelble und Zelters Schüler Felix Mendelssohn Bartholdy darauf aufmerksam wurde.
In der Sing-Akademie fand am 11. März 1829, etwa 100 Jahre nach ihrer Erstaufführung im Jahr 1727, die Wiederaufführung der Matthäuspassion von Johann Sebastian Bach unter dem 20-jährigen Felix Mendelssohn Bartholdy statt, die Bach wieder in das Bewusstsein der Öffentlichkeit brachte und eine Bach-Renaissance breitesten Maßstabs einleitete. Unter dem dritten Direktor Carl Friedrich Rungenhagen wurden erstmals nach Bachs Tod am 21. Februar 1833 auch noch die Johannespassion, am 20. Februar 1834 (1. Teil) sowie am 12. Februar 1835 (2. Teil) die Messe in h-Moll wieder aufgeführt, unter Rungenhagens Nachfolger Eduard Grell am 17. Dezember 1857 das Weihnachtsoratorium.